# 宇都宮市立陽西中学校
宇都宮市立陽西中学校（うつのみやしりつようさいちゅうがっこう）は、栃木県宇都宮市陽西町にある公立中学校。

## 概要
生徒数545人、通常学級16組（2025年4月1日現在）

### 制服
冬服男子は上は深緑色のブレザーに赤と緑のネクタイ（取り付け式）と白のYシャツ下はスラックス。女子は上は深緑色のブレザーと赤と緑のリボンに白のブラウス下はスカート。
夏服男子は白のYシャツ（半袖）にスラックス、ネクタイなし。女子は白のブラウス（半袖）にスカート、リボンなし。

## 沿革
- 1949年（昭和24年）
  - 4月1日 - 現在地に宇都宮市立陽西中学校として設立。
  - 4月18日 - 開校式、入学式を挙行。同日を創立記念日と定める。
  - 5月 - 校章制定
  - 11月16日 ‐ 校舎落成式
- 1950年（昭和25年）5月15日 - 校旗樹立
- 1958年（昭和33年）11月 - 創立10周年記念式典挙行、校歌制定。
- 1962年（昭和37年）4月1日 - 宮の原分教室（現在の宮の原小学校）を設置。
- 1963年（昭和38年）4月1日 - 宮の原中学校が独立。
- 1979年（昭和54年）4月26日 - 創立30周年記念式典挙行、記念誌発行
- 1981年（昭和56年）4月1日 - 過密解消のため宝木中学校を分離開校。
- 1998年（平成10年）11月6日 - 創立50周年式典挙行、記念誌発行
- 2008年（平成20年）4月 - 12月 - 創立60周年記念
- 2016年（平成28年）2月25日 - 体育館完成（プール施設完備）

## 教育方針
- 教育目標
人間尊重の精神を基盤に、個性豊かで情操に富んだ人間として、平和で民主的な社会の発展に貢献できる生徒を育成する。
  - 敬愛の心があつく心情豊かな生徒
  - よく考え主体的に行動できる生徒
  - 体力・気力の充実した健康な生徒

- 学校課題
  - 人間尊重の精神を基盤に、個性豊かで情操に富んだ人間として、平和で民主的な社会の発展に貢献できる生徒を育成する。

## 学校行事
- 1学期
  - 4月 - 始業式、入学式、新体力テスト
  - 5月 - 宇河地区春季大会、実力テスト、農業体験（１年生）
  - 6月 - 1学期中間テスト、体育祭、修学旅行（3年生）
  - 7月 - 実力テスト、宇河地区総合体育大会、夏休み（21日～8月25日）
  - 9月 - 1学期期末テスト
- 2学期
  - 10月 - 宇河地区新人大会、高校説明会、冒険教育活動（1年生）
  - 11月 - 文化祭（合唱コンクール）、2学期中間テスト、社会体験学習（2年生）
  - 12月 - オープンスクール、冬休み
  - 1月 - 3年学年末テスト
  - 2月 - 立志式（2年生）、1･2年学年末テスト、3年生を送る会
  - 3月 - 卒業式、修了式

生徒会役員選挙
前期と後期の年2回、生徒会役員が選出される。投票日には演説会が開かれ、立候補者とその推薦者の演説が披露される。
社会体験学習宮っ子チャレンジウィークとして宇都宮市立の中学校の2年生が、5日間職場体験する。

## 生徒会活動
| 個別組織名 | 構成員                                                                                          |
| --- | ----------------------------------------------------------------------------------------------- |
| 総会 | 全校生徒                                                                                        |
| 中央委員会 | 生徒会役員 専門委員長 学級委員長                                                                |
| \| 専 門 委 員 会 \| 生活委員会 美化委員会 保健委員会 図書委員会 広報委員会 給食委員会 学習委員会 ボランティア委員会 \| | 専門委員                                                                                        |
| 選挙管理委員会 | 選挙管理委員                                                                                    |
| 専 門 委 員 会 | 生活委員会 美化委員会 保健委員会 図書委員会 広報委員会 給食委員会 学習委員会 ボランティア委員会 |

中央委員会生徒会役員、専門委員長、学級委員長で構成される委員会。
専門委員会8つの委員会がある。
- 生活委員会 - 学校生活態度の改善、生活目標の制定などの仕事を担う。
- 美化委員会 - 校舎内外の美化･整備、清掃用具の整備などの仕事を担う。
- 保健委員会 - 健康管理、調査統計、健康観察簿の提出などの仕事を担う。
- 図書委員会 - 図書の貸し出しと整備、購入図書紹介などの仕事を担う。
- 広報委員会 - 校内放送、器具の整備と管理、広報活動などの仕事を担う。
- 給食委員会 - 給食関係各種調査と発表、給食時の当番活動の推進などの仕事を担う。
- 学習委員会 - 自主学習に関する計画・実施などの仕事を担う。
- ボランティア委員会 - ベルマーク、エコキャップの回収、わかくさ支援学校への訪問などの仕事を担う。

選挙管理委員会生徒会選挙のときに中心になって活動する委員会。演説の準備や司会、投票の監視を担う。

## 部活動
| 名称               | 男子   | 女子   |
| 運動部             | 運動部 | 運動部 |
| ------------------ | ------ | ------ |
| 弓道部             | ○      | ○      |
| 剣道部             | ○      | ○      |
| サッカー部         | ○      | ○      |
| 水泳部             | ○      | ○      |
| ソフトテニス部     | ○      | ○      |
| 卓球部             | ○      | ○      |
| バスケットボール部 | ○      | ○      |
| バレーボール部     | ×      | ○      |
| 陸上競技部         | ○      | ○      |
| 野球部             | ○      | ○      |
| 文化部             |        |        |
| 合唱部             | ○      | ○      |
| 吹奏楽部           | ○      | ○      |
| 美術部             | ○      | ○      |

新入生の9割以上が何かしらの部活動に加入する。希望する部活動が本校で行われていないため、他校の生徒に混ざって活動している生徒もいる。

## 通学区域
桜小学校の全域、上戸祭小学校、宝木小学校、細谷小学校、富士見小学校、明保小学校の一部地域が通学区域となる。
宇都宮市
- 一ノ沢町の一部
- 一の沢1-2丁目
- 北一の沢町の一部
- 駒生町の一部
- 駒生1-2丁目

- 桜1-3丁目、4丁目の一部、5丁目
- 宝木町1丁目
- 鶴田町の一部
- 鶴田1丁目、2丁目の一部、3丁目の一部

- 中一の沢町
- 西一の沢町
- 西大寛1-2丁目
- 西の宮1-2丁目

- 南一の沢町
- 睦町
- 陽西町
- 若草1-4丁目、5丁目の一部

## 進学前小学校
- 宇都宮市立桜小学校
- 宇都宮市立上戸祭小学校
- 宇都宮市立宝木小学校
- 宇都宮市立富士見小学校
- 宇都宮市立細谷小学校
- 宇都宮市立明保小学校

## 周辺
南側に栃木県護国神社が隣接している他は住宅地が多く、私立学校が点在する。
開校前の本校の敷地は、護国神社の境内の一部と民間農地であった。

## 交通
- 東武鉄道宇都宮線 東武宇都宮駅より西に約2.9km
- JR宇都宮駅より関東バス宝木団地行で「陽西中学校前」又は、駒生営業所行で「陽西中西」バス停下車すぐ

### 通学方法
- 原則として徒歩。
- 自宅までの距離が2km以上の生徒は、本人の希望で自転車の利用が許可される。

## 著名な卒業生
- 福嶋真理子 - フリーアナウンサー
- 小針崇宏 - 作新学院高等学校硬式野球部監督
- 田嶋大樹 - プロ野球選手（オリックス・バファローズ所属）